# Quechua huanca
El huanca, quechua huanca  o quichua es una lengua quechua hablada en la región suroeste del departamento de Junín, en el Perú, por 300 000 personas aproximadamente, según el SIL.[cita requerida] Es oficial en el departamento, junto a otras lenguas, reconocidas por el Gobierno Regional de Junín.  Pertenece a la rama quechua I, según la clasificación de Alfredo Torero. 
Fue la lengua nativa de los huancas, antes de que la hablaran los incas en el Cuzco.[cita requerida]
La primera obra lexicográfica donde se reúne el vocabulario de esta variedad lingüística es el Diccionario Políglota Incaico, editado por el Colegio de Propaganda Fide del Perú en el año de 1905. En 1976 Rodolfo Cerrón Palomino, lingüista y docente universitario, elaboró el «Diccionario quechua Junín- Huanca» que lo publicó el Ministerio de Educación, con prólogo de Alberto Escobar.

## Dialectos
El quechua huanca comprende tres dialectos:
- Huailla huanca, en las provincias de Huancayo y Chupaca, el hanan huanca antiguo
- Huaicha huanca, en la provincia de Concepción, el hurin huanca antiguo
- Jauja huanca, en la provincia de Jauja, el hatun xauxa antiguo[2]

## Gramática
El huanca difiere gramaticalmente de otras variedades de la familia quechua, ya sea en fonología como en morfología y sintaxis, de modo que son mutuamente ininteligibles. El mayor obstáculo para la intercomunicación se debe a que la original [q] se convierte en una oclusiva glotal —"saltillo"— que desaparece o se convierte en un alargamiento vocálico en posición de coda vocálica. En shawsha wanka se convierte en [h]. Otra característica propia es la transformación del */r/ originario en [l].
Como en los demás dialectos centrales y meridionales, la retrofleja originaria ‹ćh› [ĉ] —“tr” según Serafín Coronel Molina y Rodolfo Cerrón Palomino— ha sido conservada, al igual que “sh” [š].

## Ejemplos de quechua huanca
- Letra de la primera estrofa de huayno "Yo soy huancaíno"